# Łany Małe
Łany Małe est une localité polonaise de la gmina de Żarnowiec, située dans le powiat de Zawiercie en voïvodie de Silésie.